# In the Heat of the Night (Sandra)
In the Heat of the Night är en sång av den tyska artisten Sandra, utgiven som singel den 4 november 1985. Låten finns med på albumet The Long Play, utgivet den 11 november 1985. "In the Heat of the Night" nådde bland annat första plats på belgiska Ultratop och andra plats på Sverigetopplistan.
Musikvideon regisserades av Michael Bentele.

## Låtlista
Singel (7") (1985)
A. "In the Heat of the Night"
B. "Heatwave" (Instrumental)
Maxisingel (12") (1985)
A. "In the Heat of the Night" (Extended Version) – 7:32
B. "Heatwave" (Instrumental) – 3:48
Digital nedladdning (2007)
1. "In the Heat of the Night" (Future Vision Remix – Radio Edit) – 3:17
2. "In the Heat of the Night" (Superfunk Remix – Radio Edit) – 3:46
3. "In the Heat of the Night" (Future Vision Remix – Extended) – 7:13
4. "In the Heat of the Night" (Superfunk Remix – Extended) – 6:00

Digital nedladdning (2016)
1. "In the Heat of the Night" (Tropical Future Remix by masQraider) – 4:04